# Drengene fra Sankt Petri - brikker til en film
Drengene fra Sankt Petri - brikker til en film er en dansk dokumentarfilm fra 1991 med instruktion og manuskript af Niels Severin. Filmen er beregnet til undervisningsbrug og fokuserer på produktionen af spillefilmen Drengene fra Sankt Petri fra samme år.

## Handling
Produktionen af Søren Kragh-Jacobsens film om 7 drenges oplevelser i 1942 under den tyske besættelse af Danmark gennemgås grundigt for at give et indtryk af, hvordan en stor dansk spillefilm bliver til. Instruktøren, fotografen, produktionslederen og mange andre fortæller om deres arbejde med filmproduktionen, suppleret med en gennemgang af en central scene fra filmen.